# Tom Levorstad
Tom Levorstad, född 5 juli 1957 är en norsk tidigare backhoppare och idrottsledare. Han representerade Kråkstad IL.

## Karriär
Tom Levorstad debuterade i världscupen i Thunder Bay i Kanada 20 januari 1980. Han blev nummer 5 i sin första deltävling i världscupen. Redan i sin tredje deltävling i världscupen kom han på prispallen, i Saint-Nizier-du-Moucherotte i Frankrike 10 februari 1980. Det blev hans bästa resultat i en deltävling i världscupen. Han tävlade 3 säsonger i världscupen. Hans första säsong, 1979/1980, då världscupen arrangerades för första gången blev den bästa. Då blev han nummer 12 sammanlagt.
Levorstad deltog endast i ett mästerskap, skidflygnings-VM 1981 i Heini Klopfer-backen i Oberstdorf i dåvarande Västtyskland. Här vann han en bronsmedalj efter Jari Puikkonen från Finland och Armin Kogler från Österrike. Levorstad hoppade som längst 164 meter, tio meter kortare än Puikkonens längsta hopp.
Tom Levorstad satte nytt backrekord i Holmenkollen 1980 då han hoppade 108 meter. han har en silvermedalj från norska mästerskapen i stora backen i Eidsvoll 1981. 1978 blev Levorstad nummer 5 i båda backarna och han blev nummer 6 i norska mästerskapen 1979 i stora backen.
Tom Levorstad avslutade sin backhoppningskarriär efter avslutad världscupsäsong 1982

## Senare karriär
Tom Levorstad har varit ledare för fotbollsföreningen Follo Fotball. Han arbetar för norska möbelgiganten Skeidar.